# 屋号
屋号、家号（やごう）とは、一門・一家の特徴を基に一家に名乗る称号のことである。苗字を公称する許可を持たない庶民らは、付近の同じ苗字の他家族と判別出来るように名乗っていた呼称。そのため、混同が起きない離れた地域には、他家族と屋号が被っていたケースがある。「屋号」という言葉には、家紋のように屋号を記号化・紋章化した屋号紋も意味で用いるケースもある。また、明治時代に全国民に対する苗字公称許可後において、「屋号（または雅号）」とは個人事業者が使用する仕事上の名前や店名、事務所名などの商号のことも指す。

## 日本

### 苗字公称禁止と同苗字混同による「屋号」の発祥
江戸時代では、原則としては江戸幕府により武士や「苗字帯刀を許された家(富農や大商人など)」以外の者が苗字を公的に名乗ることが認められていなかった(苗字の私称)。そして、人口が増加するにつれ同地域内で同じ苗字を持つ者が増え、個人を特定・判別しにくくなった。旧来の集落単位では人別が出来なくなり、商人や農家など庶民が、集落内で取引あるいは日常生活に不便を生じたことから、各家族ごとに名称を付け、これを家族単位で個人を判別出来る材料として使うようになった。これが「屋号」である。
古くからの地域や特定の集まりに根付いた家は、集落内における家の特徴を含んで屋号がつけられている。また、家長が代々襲名する名乗りを屋号にしていることもある。この場合、屋号はその地域や特定の集まり以外でほとんど使われることがない。地域によっては家の姓に代わるものとしても用いられたため、一家族、一族の系統を示すものとしても用いられている。この場合、地方によっては身分制度とは関わりなく用いられ、姓を持つ士族の家系にも使われている事がある。これらの制度は商人との取引が多かった地域などに見ることもできる。

### 全国民苗字公称許可後における屋号
明治維新後、1870（明治3）年9月19日に公布の太政官布告第608号「平民苗字許可令」で武家など以外にも苗字の公称が許可された。戦後、9月19日が「苗字の日」とされているのは、この日が由来である。税金が取られるとの誤解から全国民に円滑に普及せず、1875年（明治8年）、平民苗字必称義務令で全国民が名字を持つこと&名乗ることが義務付けられた。下記のように、商家などでは屋号を基にした「 名字(苗字)」を作り出した。その際、屋号をそのまま名字に「格上げ」した事例は確認されていない理由について、政府は「名字」とはっきりわかるものになるように厳命していて「屋号をそのまま」は許可しなかったからだとの意見がある。。そのため、以下のように部分的な修正が加えられた。
- ○○屋の「屋」をはずす（例、高田屋→高田[注釈 4]）。
- ○○屋の「屋」を同音の「谷」などに変える（例、加賀屋→加賀谷）。
- 違う字を宛てる（例、阿波屋→淡谷[注釈 5]）。

### 郵便配達・宅配便と屋号
一つの地番に複数の屋敷があるなど、特定の名字の世帯が集中している地域は同姓同名などの混同を回避するために、苗字の普及後も屋号を使用している個人宅が多い。郵便配達員や宅配便配達員は屋号を参考に該当地域の配達原簿や住宅地図を独自に作成して使用している。

### 屋号の例
当時の庶民層は、農民が大半を占めていたために、地元の地形などに関する屋号が多かった。
地形（農家の場合）：下平田、上平田、長江、向かえ、井川尻、前田、下原、上原、後谷、近道など。
また、商人など都市部では、語尾に「屋」を付すものがある。江戸期に発生した屋号に多く、現在では歌舞伎役者の屋号がほぼこの形である。商業においては暖簾や看板として商人の信用の基礎となり、屋号を商号としている会社や個人事業主は多い。
国名+屋
加賀屋、越後屋、上州屋、紀伊国屋、伊勢屋、備前屋など。
生業・職業名に由来
鍛冶屋、紺屋、渋屋、番匠屋、油屋、竹屋、湯屋など。
創業者一族の姓・名に由来
神戸屋、鈴乃屋、西松屋、明屋（はるや）、大森屋、岡田屋（横浜岡田屋、イオン (企業)）など。
家紋・社章など、店や社のシンボルに由来
松屋、旭屋、井筒屋、鶴屋など。
地名（郡名、都市名など）+屋
松坂屋、髙島屋、長崎屋など。
その他（神仏名など）
大黒屋、朝日屋、白木屋、福砂屋など。
他に語尾に付す文字としてよく使われるものには、「堂」（例：金冠堂（キンカン）、池田模範堂（ムヒ）、キリン堂、日本香堂（毎日香））、「亭」（例：※亭号の項を参照）、「軒」（例：来々軒, ラーメン店などの屋号に多い）、「家」（例：不二家、吉野家）、｢湯｣｢温泉｣（公衆浴場）、「屋敷」(例：上屋敷、下屋敷、ヤマトヤシキ（百貨店））などがある。
また、記号と文字を組み合わせた紋章（印）をそのまま屋号とするものもある。多くは記号1つと文字1つの組み合わせで使用される。現在では倉庫業、味噌・醤油製造業の会社に多く見られる屋号である。魚市場の取引では仲買人の屋号が利用される。
- 「丸（○）+文字」形式の例には、丸井[7]、丸大食品、マルハ、旧丸金醤油、丸万（丸萬）など。
- 「カネ（┐:金、曲、兼）+文字」形式の例には、金森倉庫、カネミ倉庫、かねさ、旧かねてつ、カネホン（本）など。
- 「ヤマ（^のような記号：山）+文字」形式の例には、ヤマキ、ヤマサ（）、旧山一證券など。

その他の例にはキッコーマン（亀甲萬）やフンドーキン（分銅金）、にんべん（人偏）、ヒゲタ醤油（口髭に田の字）などがある。
八百屋の屋号として、八百+（店主の名前1文字）という屋号が見られる（例:八百長、八百半など）。魚屋でも魚+（店主の名前1文字）という屋号が見られる（魚正、魚政など）。

#### 村落における屋号

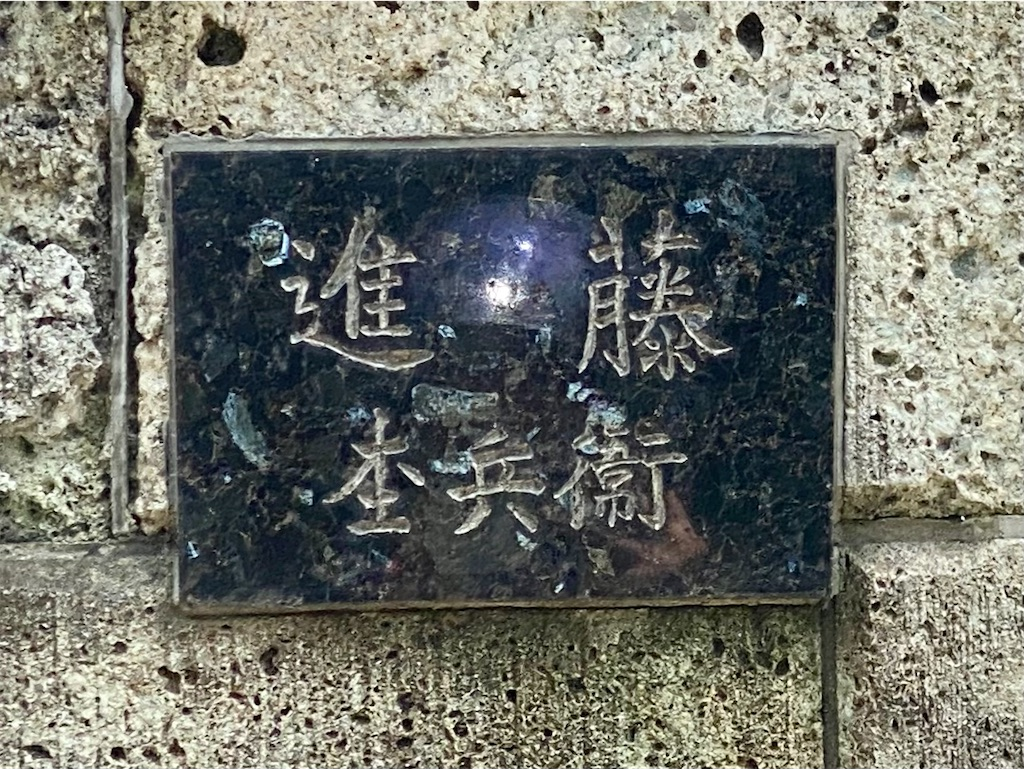
神奈川県三浦市では表札に屋号を入れた例がみられる

農漁村では、家の地位・所在地・特徴などを屋号としている。多様であるとともに、村の歴史を内包したものでもあるため、民俗学上の史料として参考にされることがある。
例としては、道の角にあるので「カド」、堰の上にあるので「セキガミ」、水田の縁にあるので「タブチ」、村の庄屋なので「ムラカミ」（村頭）、家の始祖が三郎左衛門なので「サブロザエモン」、家を新たに創始したので「シンタク」（新宅）、豪農なので「カネモチ」（金持ち）、ただ単に地理的条件で「ウエ」(上)や「シタ」(下)がある。
これらは明治以降、姓として受け継がれた例が多いが、沖縄県においては同じ姓を名乗る者が多いことや、地縁・血縁を重んじる傾向にあるため、現在も姓とは別に屋号を持っているケースが多い。「カジヤー（鍛冶屋）」「シルシヤー（印屋）」など明治以前に成立したと思われる屋号の他、「フランス」「ベーカリー」など近代に成立したと考えられる屋号も存在する。沖縄県の新聞の死亡広告においては姓名の他に屋号も併記されることが多い。

#### 芸能における屋号
江戸時代初頭において、歌舞伎役者の身分は河原乞食という賤民だとされていたが、役者の人気上昇とともにその経済力・発言力などの影響が無視できなくなり、幕府は役者を良民であるとした。これにより役者達は表通りにも住むことが可能となり、当時、表通りは商家と決まっていたため、役者達はこれに倣い商売を始めた。そこで役者を屋号で呼ぶようになった。主な商いは化粧屋・小間物屋であったが、中には薬屋などもあった。この屋号は役者の地位の象徴となった。
これに倣って、落語・講談・浪曲など、伝統芸能の諸分野において屋号が用いられるようになった。なお、落語家の屋号には～亭というものが多いため、一般に落語家の屋号を亭号とも呼ぶ。
師弟制度が盛んだった頃の漫才師にも師匠の姓（苗字）を屋号としていた。師匠に弟子入りして屋号と芸名が命名されて初めて付き人を卒業していた。
主な屋号に横山、西川、島田、宮田、今、ミヤ、東、青空、片岡、太平、若井などがある。

## ヨーロッパ
ヨーロッパではder Geschäftsnameという。
ドイツ語圏においては、"Zum Goldenen Schwan"（金の白鳥亭）や "Weisser Hirsch"（白い鹿亭）といったものが多い。
オーストリアをはじめドイツ語圏で上演されるオペラに、ラルフ・ベナツキー作曲の「白馬亭 Im Weißen Rößl」がある。

### 各地の屋号例
以下の通り。
- ウィーン
- ザルツブルク
  - Weisses Rössl（白馬。ブランド名でもある）
  - Goldener Hirsch（金の鹿）
  - Weisse Taube（白鳩）
  - Elefant（象）
  - Blaue Gans（青の駝鳥）
- インスブルック
  - Goldener Adler（金の鷲）
  - Weisses Rössl（白馬）
  - Jörgele（開業者の名前）
  - Grauer Bär（灰色の熊）
  - Schwarzer Adler（黒鷲）
  - Goldene Krone（金の王冠）
  - Weisses Kreuz（白十字）
- プラハ
  - U zlatého hada（金の蛇） - カフェ
  - U tří pštrosů（三匹の駝鳥） - カフェ
  - Zlatý drozd / Goldene Drossel（金の鶫）
- フランクフルトのユダヤ教徒コミュニティー：その項目を参照
- フュッセン
- ローテンブルク
  - Tauberstube（鳩小屋）
  - Linde （菩提樹）
- ハイデルベルク
  - Zum roten Ochsen|Zum roten Ochsen（赤い雄牛亭）
- ブダペシュト